# Nicolás Renán Aguilera Arroyo
Nicolás Renán Aguilera Arroyo (* 9. Mai 1972 in San Lorenzo, Departamento Tarija) ist ein bolivianischer Geistlicher und römisch-katholischer Bischof von Potosí.

## Leben
Nicolás Renán Aguilera Arroyo absolvierte von 1992 bis 1993 ein Theologisches Propädeutikum am Priesterseminar San Cristóbal in Sucre. Anschließend studierte er Philosophie und Katholische Theologie am Priesterseminar San José in Cochabamba. Aguilera Arroyo empfing am 8. Dezember 1999 durch den Bischof von Tarija, Adhemar Esquivel Kohenque, das Sakrament der Priesterweihe.
Von 1999 bis 2007 war Nicolás Renán Aguilera Arroyo als Pfarrer der Pfarrei San Lorenzo in Tarija und als Delegat für die Jugendpastoral im Bistum Tarija tätig. Zudem war er von 2006 bis 2011 Mitglied des Konsultorenkollegiums und des Diözesanvermögensverwaltungsrats. 2007 wurde Aguilera Arroyo Regens des Priesterseminars San Juan María Vianney sowie 2008 zusätzlich Bischofsvikar für die Pastoral und Rektor der Wallfahrtskirche in Chaguaya. 2011 ging Aguilera Arroyo für weiterführende Studien nach Spanien, wo er 2013 an der Dámaso Universität in Madrid ein Lizenziat im Fach Liturgiewissenschaft erwarb. Nach der Rückkehr in seine Heimat wurde er Regens des nationalen Priesterseminars San José in Cochabamba. Seit 2016 war Nicolás Renán Aguilera Arroyo Rektor der Kathedrale San Bernardo in Tarija und Generalvikar des Bistums Tarija.
Am 28. Oktober 2020 ernannte ihn Papst Franziskus zum Bischof von Potosí. Der Erzbischof von Sucre, Ricardo Ernesto Centellas Guzmán, spendete ihm am 20. Januar 2021 in der Kathedrale von Potosí die Bischofsweihe; Mitkonsekratoren waren der Apostolische Nuntius in Bolivien, Erzbischof Angelo Accattino, und der Bischof von Tarija, Jorge Ángel Saldía Pedraza OP.